# Campeonato Mundial Feminino de Xadrez de 2020
O Campeonato Mundial de Xadrez Feminino de 2020 foi um match de 12 partidas pelo título do Campeonato Mundial de Xadrez Feminino. Entre a então campeã mundial GM Ju Wenjun e a desafiante, GM Aleksandra Goryachkina, a vencedora de um recém-criado Torneio de Candidatas realizado em 2019.
Os primeiros 6 jogos foram disputados em Xangai, na China (5 a 12 de janeiro) e os jogos restantes em Vladivostok, na Rússia (15 a 24 de janeiro).
Depois de 6-6 nos jogos clássicos, Ju Wenjun venceu os jogos de desempate de rápidas e defendeu seu título pela segunda vez.

## Resultados:
| Jogador                | Rating | Clássicas | Clássicas | Clássicas | Clássicas | Clássicas | Clássicas | Clássicas | Clássicas | Clássicas | Clássicas | Clássicas | Clássicas | Rápidas-Tiebreak | Rápidas-Tiebreak | Rápidas-Tiebreak | Rápidas-Tiebreak |
| ---------------------- | ------ | --------- | --------- | --------- | --------- | --------- | --------- | --------- | --------- | --------- | --------- | --------- | --------- | ---------------- | ---------------- | ---------------- | ---------------- |
| Jogador                | Rating | 1         | 2         | 3         | 4         | 5         | 6         | 7         | 8         | 9         | 10        | 11        | 12        | 1                | 2                | 3                | 4                |
| Ju Wenjun              | 2584   | ½         | ½         | ½         | 1         | 0         | ½         | ½         | 0         | 1         | 1         | ½         | 0         | ½                | ½                | 1                | ½                |
| Aleksandra Goryachkina | 2578   | ½         | ½         | ½         | 0         | 1         | ½         | ½         | 1         | 0         | 0         | ½         | 1         | ½                | ½                | 0                | ½                |